# Miguel I da Polônia
Miguel I (em polonês/polaco:  Michał Korybut Wiśniowiecki; Biały Kamień, 31 de maio de 1640 – Lviv, 10 de novembro de 1673) foi Rei da Polônia e Grão-Duque da Lituânia de sua eleição em 1669 até sua morte.
O seu curto reinado foi assolado por guerras, discórdias civis e invasões turcas. Ao morrer, a Polônia estava prestes a desaparecer quando foi salva por seu sucessor, o rei João III Sobieski.

## Casamento
Em 1670 Miguel I casou com Leonor da Áustria (1653–1697), filha do imperador Fernando III, e da sua terceira mulher Leonor de Gonzaga-Nevers.
Deste casamento não houve descendência. Quando o rei veio a falecer, em 1673, a rainha viúva permaneceu na Polónia por mais dois anos. Mas Leonor voltou a casar, a 6 de fevereiro de 1678 em Wiener Neustadt (Áustria), com o duque da Lorena Carlos V.

## Galeria

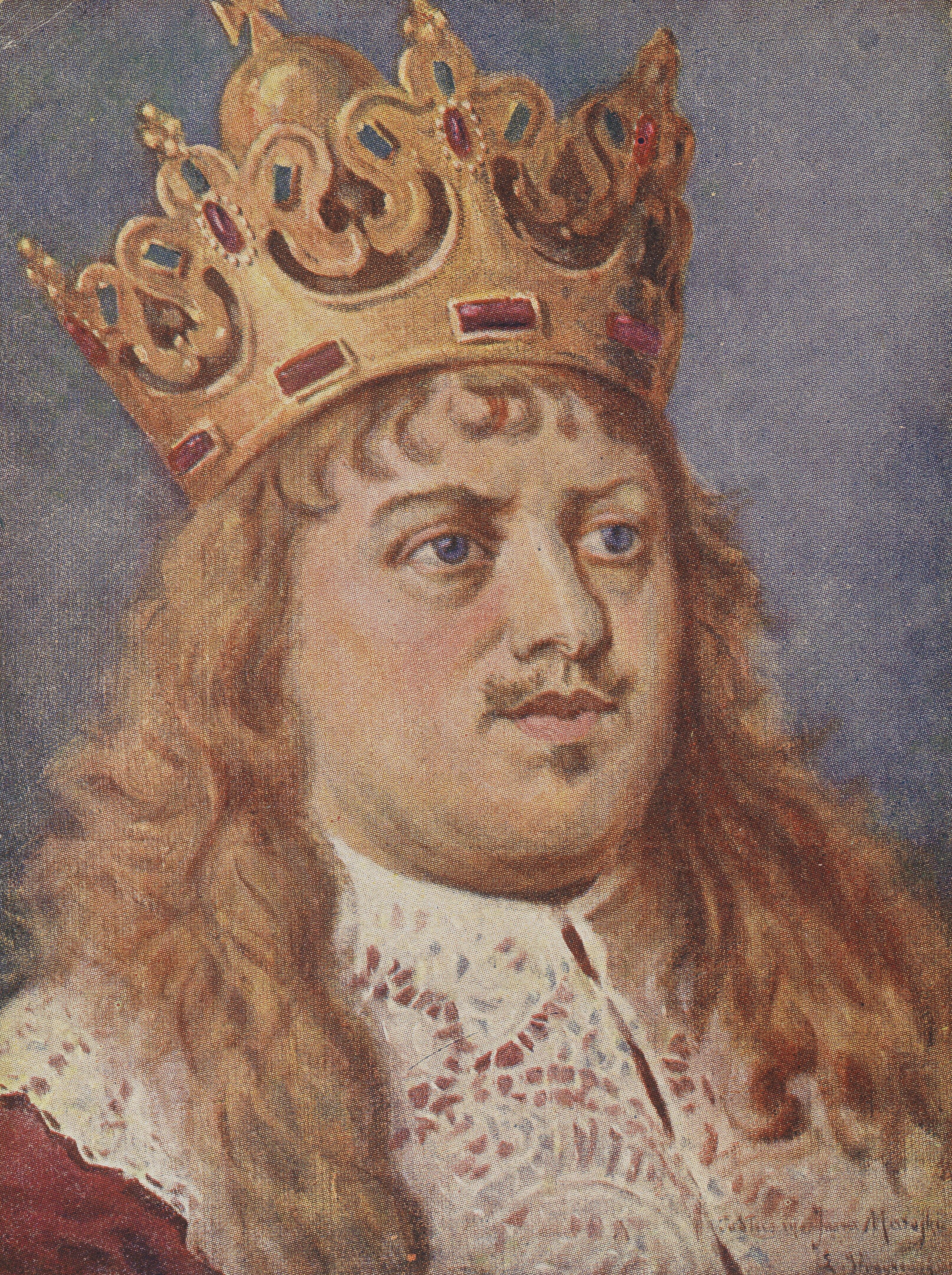
Alegoria do rei Miguel I por Jan Matejko
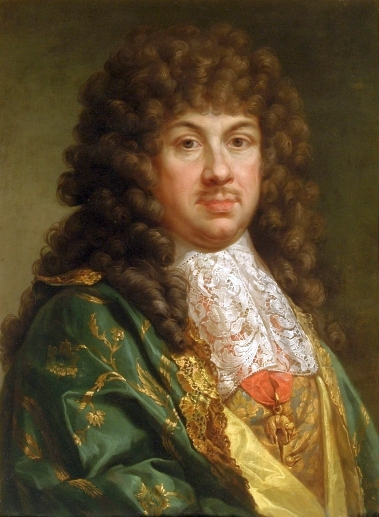
Retrato póstumo por Bacciarelli
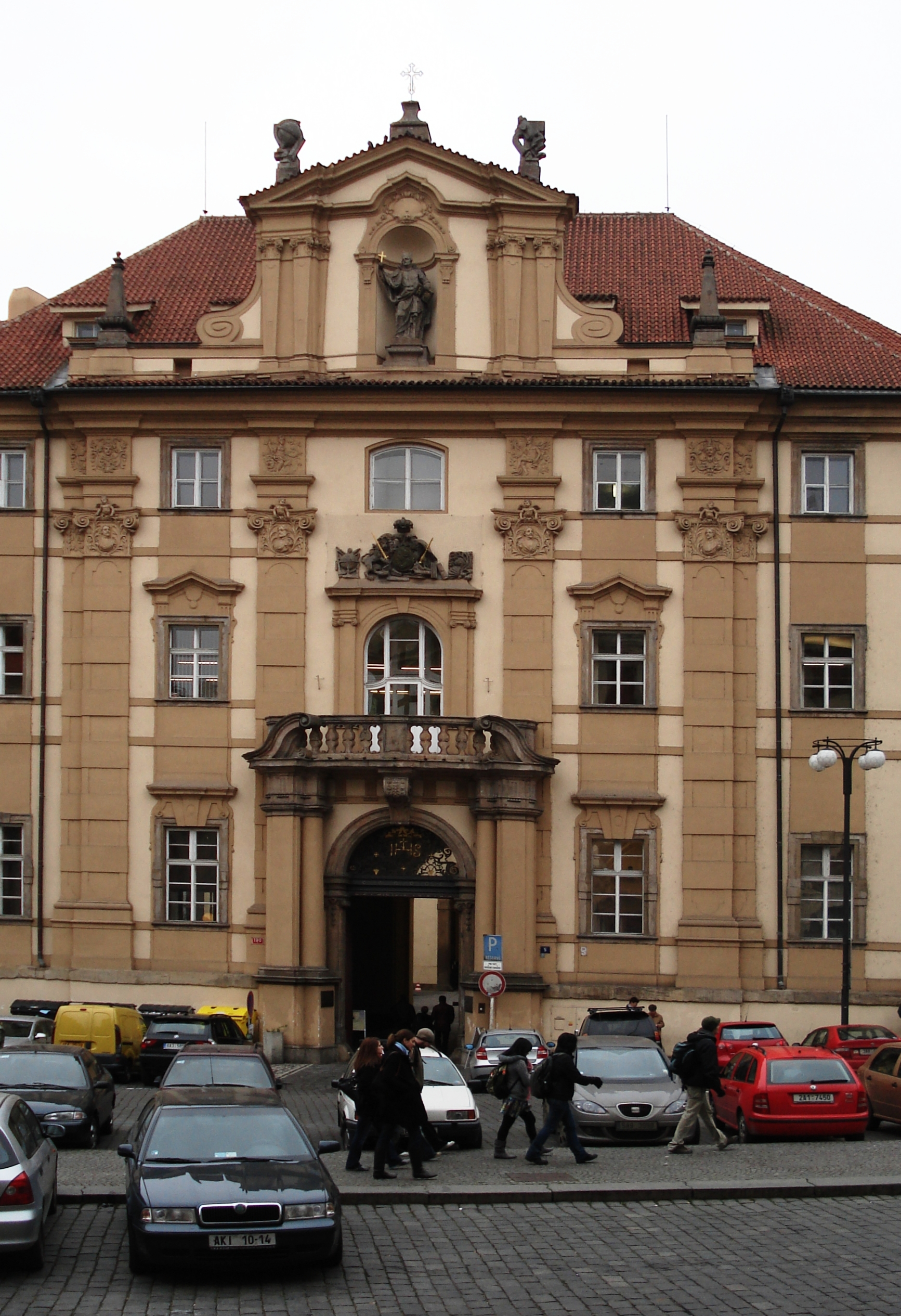
Os edifícios Clementinum, em Praga, onde o rei estudara
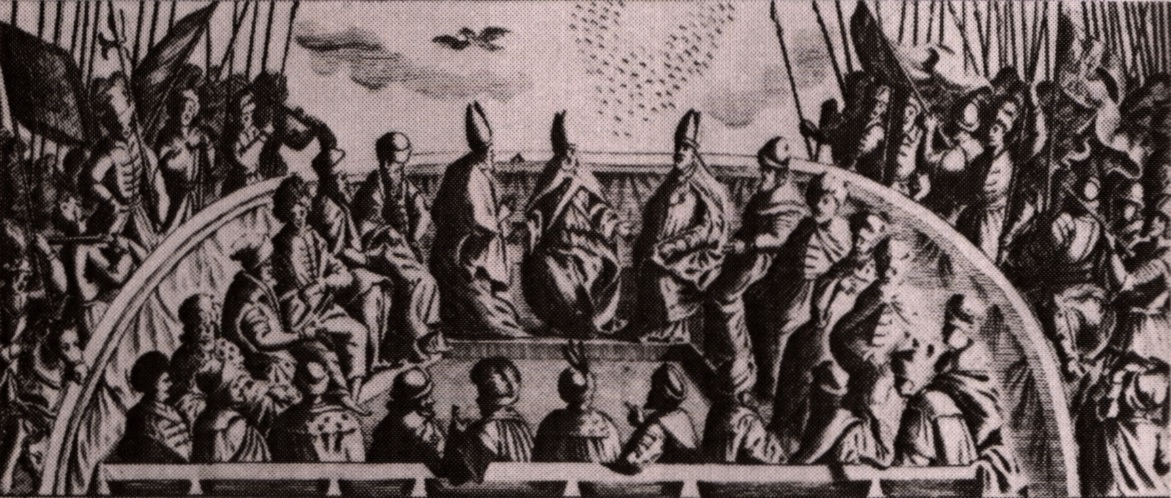
Eleição real de Miguel Korybut Wiśniowiecki em Wola
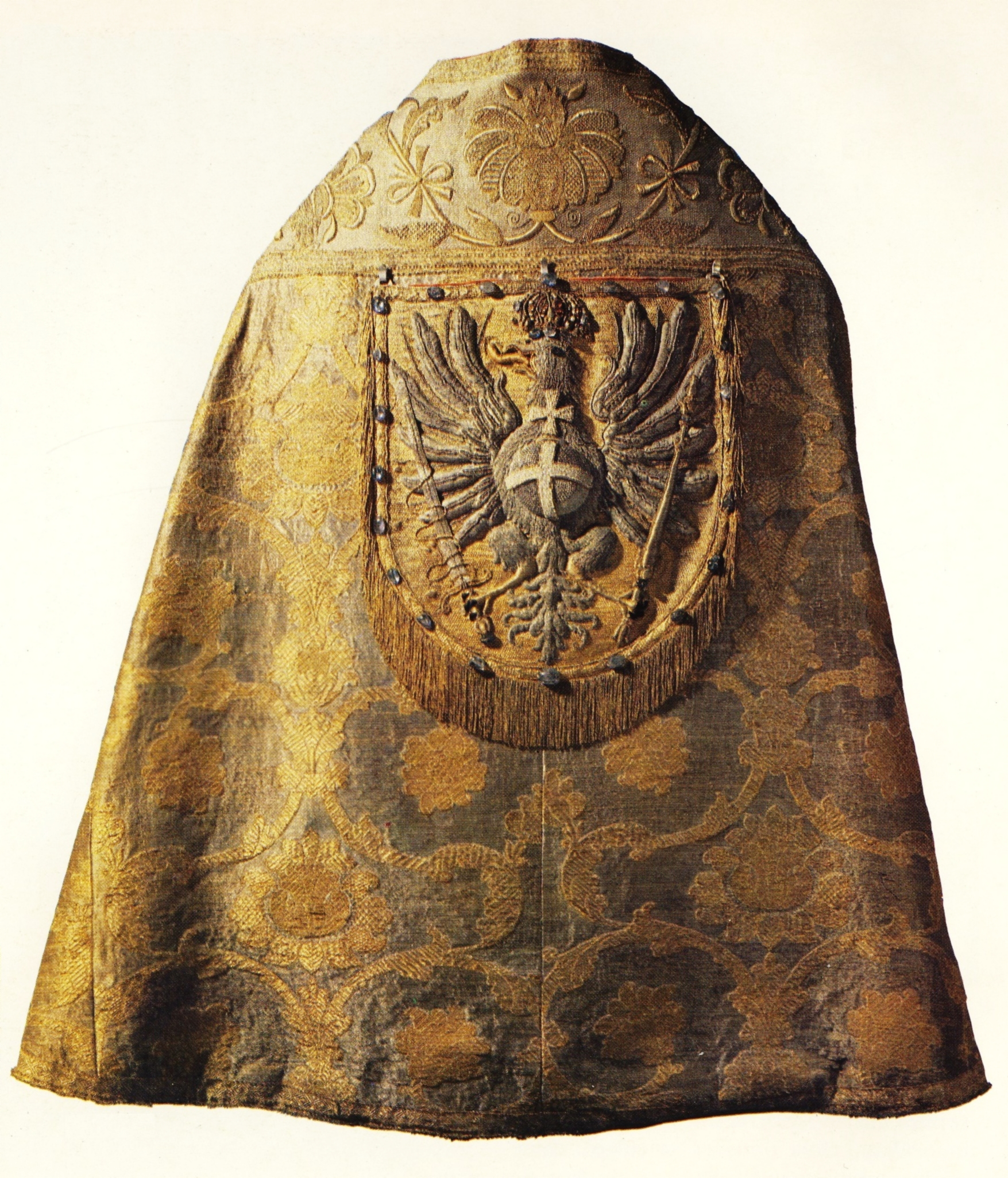
Manto de Coroação do rei Miguel I
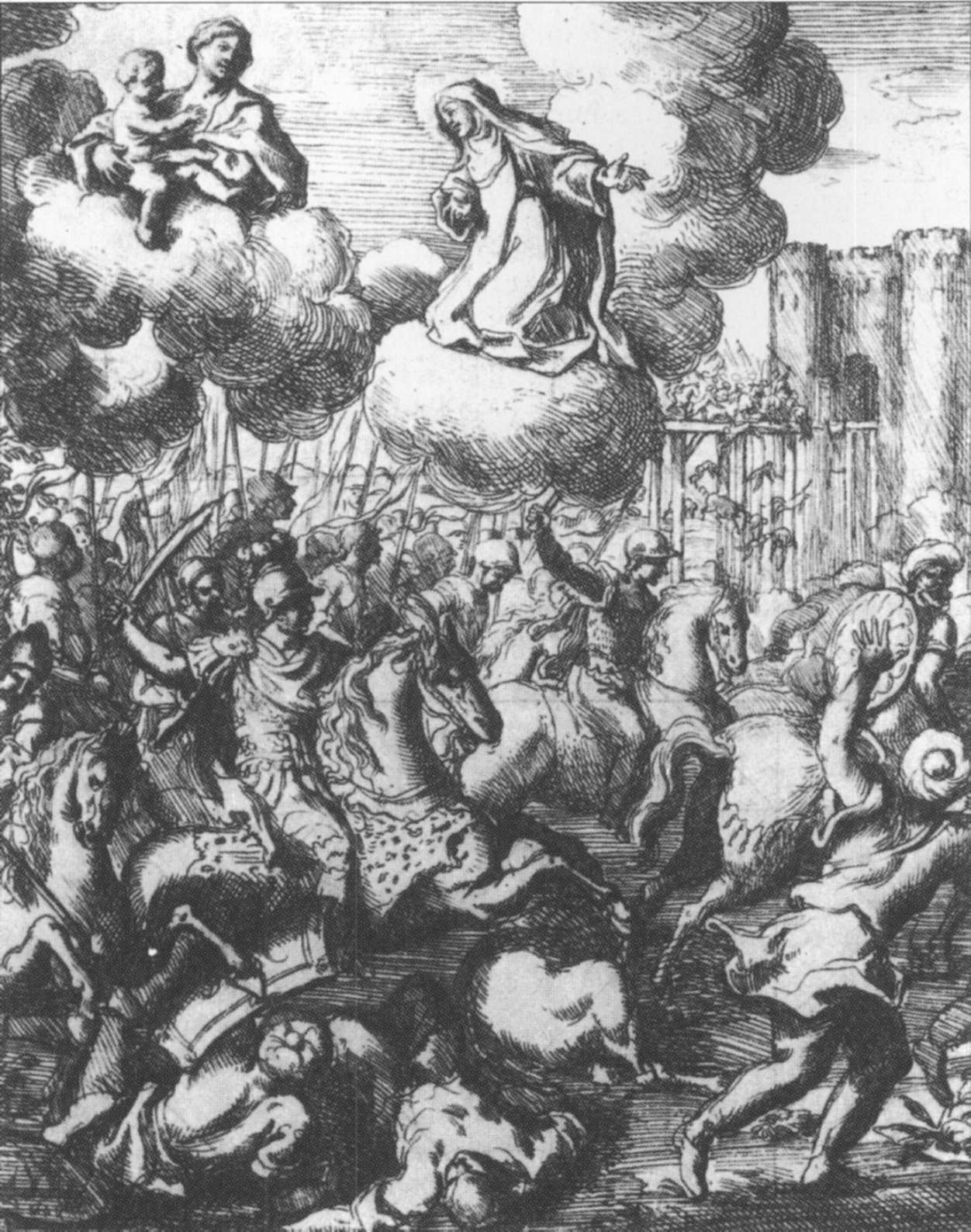
Batalha de Chocim em 11 de novembro de 1673